# 大白藤
大白藤（学名：Calamus faberi）为棕榈科省藤属下的一个种。种名faberi以19世纪来中国传教、收集植物的德国植物学家花之安（Ernst Faber, 1839-1899）的名字命名。